# Trận đốt cháy Washington
Trận đốt cháy Washington (tiếng Anh: Burning of Washington) là một trận đánh xảy ra vào ngày 24 tháng 8 năm 1814 trong thời Chiến tranh năm 1812 giữa Đế quốc Anh và Hoa Kỳ. Lục quân Anh chiếm được thành phố Washington, D.C. và đốt cháy nhiều tòa nhà chính phủ sau khi Hoa Kỳ bại trận ở trận Bladensburg. Các cơ sở vật chất của Chính phủ Hoa Kỳ trong đó có Nhà Trắng và Tòa Quốc hội Hoa Kỳ bị thiêu hủy nặng. Tuy nhiên nhờ có lệnh của các vị tư lệnh người Anh là chỉ đốt cháy các công thự nên những tòa nhà tư hữu của thành phố vẫn còn tồn tại. Vụ việc này là lần duy nhất kể từ Chiến tranh Cách mạng Mỹ có một thế lực ngoại quốc chiếm được thủ đô của Hoa Kỳ.

## Các lý do tấn công
Các sử gia cho rằng vụ tấn công này là nhằm trả đũa vụ người Mỹ thiêu hủy và cướp phá thành phố York (ngày nay là Toronto) trong trận York năm 1813, và vụ đốt rụi những tòa nhà nghị viện lập pháp ở đó. Các vị tư lệnh Lục quân Anh nói rằng họ chọn tấn công Washington D.C. "vì xét đến hiệu quả chính trị lớn hơn có thể xảy ra".
Toàn quyền George Prévost của Canada viết thư gửi các đô đốc tại Bermuda, kêu gọi một cuộc trả đũa người Mỹ vì đã cướp phá thành phố York và yêu cầu họ cho phép và hỗ trợ trong hình thức cung cấp hải lực. Vào thời đó, người ta xem việc đốt cháy một cơ sở phi quân sự là đi ngược lại luật chiến tranh dân sự và người Mỹ đã không chỉ đốt cháy Tòa Quốc hội mà còn đốt cháy và hôi của dinh thống đốc, nhà cửa và kho hàng tư hữu.
Những bằng chứng khác cho thấy ý định của người Anh là sau khi họ đốt cháy có giới hạn một số cơ sở công cộng thì họ rút đi. Không có lãnh thổ nào họ muốn chiếm giữ, không có cơ sở quân sự nào họ dự định tấn công và cuộc tấn công không gây ra bất cứ tổn thất nào cho người Mỹ.

## Những sự kiện
Ngày 24 tháng 8 năm 1814, nhóm vệ binh tiên phong của quân đội Anh làm một cuộc hành quân đến Đồi Capitol. Tướng Robert Ross phái một toán quân giương cờ trắng để ám hiệu ngưng chiến nhưng họ bị các nhóm người núp trong 1 ngôi nhà ở góc Đường Maryland, Đường Constitution, và Đường số 2 (khu định hướng Đông Bắc) tấn công. Đây là sự chống trả duy nhất mà các binh sĩ Anh gặp phải. Ngôi nhà bị đốt cháy và cờ "Union Jack" (cờ Đế quốc Anh) được kéo lên trên thành phố Washington.

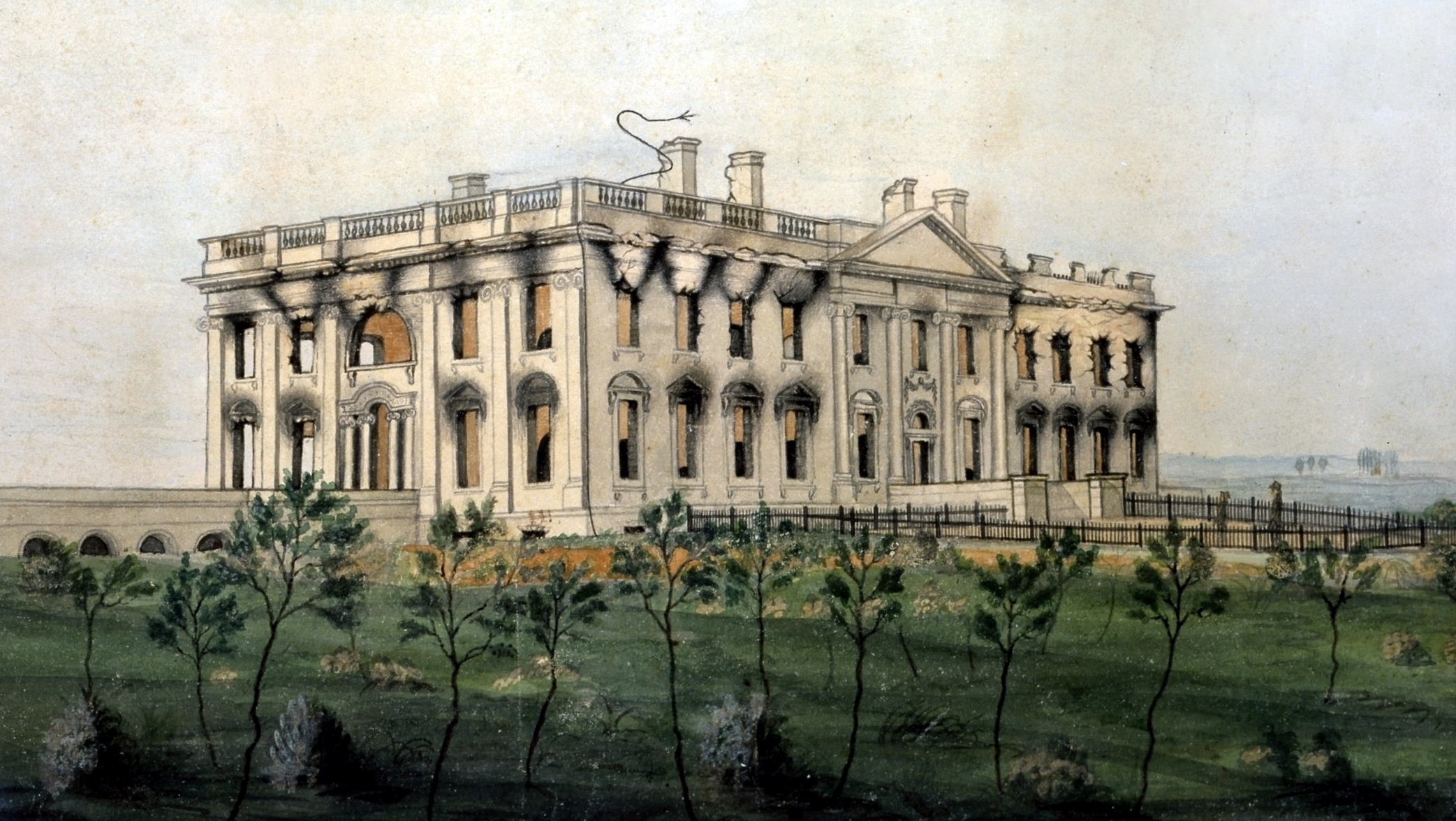
Tàn tích của Nhà Trắng sau trận cháy lớn ngày 24 tháng 8 năm 1814. Tranh sơn nước của George Munger, được trưng bày tại Nhà Trắng

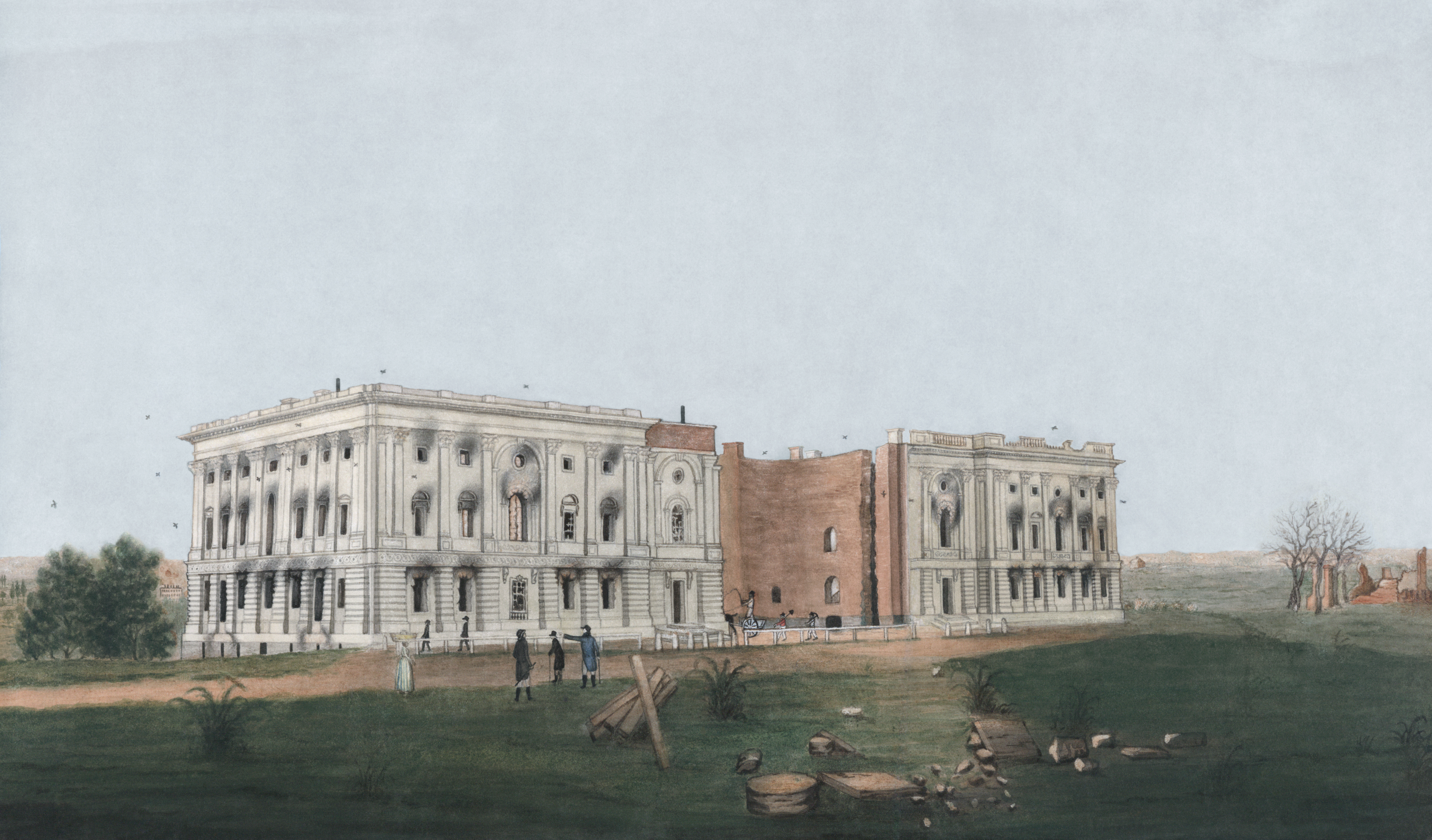
Tòa Quốc hội Hoa Kỳ sau trận đốt cháy Washington, D.C. trong Chiến tranh năm 1812. Tranh sơn nước và mực từ năm 1814 được trùng tu.

Các tòa nhà chứa Thượng viện Hoa Kỳ (cánh bắc) và Hạ viện Hoa Kỳ (cánh nam)- lúc đó tòa nhà có vòm tròn ở giữa chưa được khởi công — bị đốt cháy chẳng bao lâu sau đó. Phần bên trong của cả hai tòa nhà này, bao gồm Thư viện Quốc hội, bị thiêu hủy, mặc dù những bức tường dày và một cơn mưa lớn đã bảo vệ được phần bên ngoài của chúng. (Thomas Jefferson sau đó bán thư viện của ông cho chính phủ để cung cấp sách cho Thư viện Quốc hội). Ngày hôm sau, Đô đốc Cockburn bước vào tòa soạn báo National Intelligencer với ý định đốt cháy nó; tuy nhiên, một nhóm phụ nữ trong khu gần đó đã thuyết phục ông không làm vậy vì họ sợ rằng lửa có thể cháy lan sang nhà của họ. Cockburn muốn thiêu hủy tòa báo này vì tòa báo đã viết nhiều bài báo nói xấu ông, gán cho ông biệt danh là kẻ vô lại côn đồ. Thay vào đó, ông ra lệnh cho quân đội dưới quyền đập phá tòa nhà.

## Nhà Trắng
Quân Anh quay về hướng tây bắc lên Đường Pennsylvania tiến về phía Nhà Trắng. Sau khi các viên chức chính phủ bỏ chạy, Dolley Madison vẫn còn ở lại cùng với những người nô lệ của Nhà Trắng cứu những đồ vật quý giá khỏi tay người Anh. Một trong những người nô lệ của Madison là Paul Jennings là một nhân chứng có viết rằng:
"Trong báo chí thường nói rằng khi bà Madison chạy thoát khỏi Nhà Trắng, bà ta đã tháo bức hình lớn của Washington ra khỏi khung hình và mang đi với bà. Điều này hoàn toàn sai. Bà không có thời gian để làm vậy. Cần phải có một cái thang để lấy bức hình xuống. Tất cả những gì bà mang theo được là bạc trong túi xách của bà vì cứ tưởng người Anh họ dừng tay nhưng thật ra rất ít người Anh làm vậy và họ có thể tiến vào bất cứ lúc nào."
Jennings nói rằng những người cứu bức tranh và tháo những đồ vật khác là:
"John Susé (một người Pháp, lúc đó là người gác cửa) và Magraw, người làm vườn của tổng thống đã tháo bức tranh xuống và gửi nó đi trên một chiếc xe ngựa cùng với một số bình lớn chứa bạc và những thứ quý giá khác nữa.
Sau này ông nói rằng "khi người Anh đến, họ ăn hết đồ ăn, uống hết rượu, mà tôi đã làm sẵn cho buổi liên hoan của tổng thống."
Binh sĩ sau đó đốt cháy tòa nhà, và họ đổ thêm nhiên liệu vào ngọn lửa vào đêm đó để chắc chắn rằng ngọn lửa sẽ tiếp tục cháy đến ngày hôm sau; khói được nói là có thể được nhìn thấy xa đến tận thành phố Baltimore và sông Patuxent.
Năm 2009, có một buổi lễ tại Nhà Trắng nhằm vinh danh nỗ lực của Paul Jennings trong việc cứu bức tranh có hình George Washington. "Khoảng chừng 10 mấy người thuộc hậu duệ của Jennings đã đến Washington, viếng thăm Nhà Trắng. Khoảng vài phút quý giá, họ có thể nhìn thấy bức tranh mà thân nhân của họ đã giúp cứu lấy." Một trong số những hậu vệ được mời đã cho Đài NPR phỏng vấn, nói rằng Jennings sau đó mua được sự tự do của mình và rằng "Chúng tôi đã có thể chụp một bức ảnh gia đình trước bức tranh mà đối với tôi nó là một trong những điểm cao".

## Các tài sản khác tại Washington
Người Anh cũng đốt cháy tòa nhà Ngân khố Hoa Kỳ và các tòa nhà công khác. Phần lớn Quân xưởng Hải quân Washington lịch sử, được Thomas Jefferson sáng lập là căn cứ quân sự liên bang đầu tiên tại Hoa Kỳ, bị chính người Mỹ đốt cháy để ngăn chặn người Anh chiếm lấy các kho hàng và kho thuốc súng cũng như chiến hạm có 44 khẩu súng là chiếc USS Columbia, lúc đó đang được đóng. Tòa nhà dùng làm cổng vào tên Latrobe Gate, Khu A, và Khu B là những tòa nhà duy nhất thoát sự tàn phá. Tòa nhà trụ sở văn phòng cấp bằng sáng chế được cứu vì những cố gắng của William Thornton - kiến trúc sư Tòa Quốc hội Hoa Kỳ và giám đốc trông coi về bản quyền sáng chế - ông đã thuyết phục người Anh về tầm quan trọng của việc bảo vệ nó. Ngoài ra các trại Thủy quân lục chiến Hoa Kỳ cũng không bị phá hủy. Tuy nhiên, thành phố Alexandria bị người Anh chiếm đóng trong suốt cuộc đột nhập Alexandria mặc dù người Anh đã thỏa thuận với thị trưởng là không đốt cháy thành phố.
Vào trưa ngày 25 tháng 8, tướng Ross phái 200 binh sĩ đến bảo vệ một đồn nằm trên Mũi Greenleaf. Đồn này về sau được biết với tên gọi Đồn McNair, đã bị người Mỹ phá hủy nhưng khoảng 150 thùng thuốc súng vẫn còn. Trong lúc binh sĩ Anh tìm cách phá hủy thuốc súng bằng cách quăng các thùng thuốc súng xuống một cái giếng thì thuốc súng phát nổ. Có đến khoảng 30 binh sĩ Anh bị thiệt mạng vì vụ nổ, và nhiều người khác bị cụt tay chân. Một ngày sau khi cuộc tấn công bắt đầu, một trận lốc xoáy thổi qua khu vực, giết chết cả người Anh và người Mỹ, hất tung các khẩu súng đại bác, và dập tắt các đám cháy. Sự kiện này đã khiến cho binh sĩ Anh rút lui trở về tàu của họ. Nhiều chiếc tàu bị thiệt hại vì trận bão, và vì thế việc chiếm đóng thật sự thành phố Washington chỉ kéo dài 26 tiếng đồng hồ. Tổng thống Madison và những người còn lại của chính phủ nhanh chóng quay trở lại thành phố.

## Tái thiết
Những bức tường sa thạch dày của Nhà Trắng và Tòa Quốc hội Hoa Kỳ vẫn tổn tại mặc dù chúng bị loang lổ vì khói và vết cháy. Thị trấn mặt tiền nằm trong đất liền là Cincinnati được đề nghị làm nơi tái xây dựng Nhà Trắng vì sợ có thêm những cuộc tấn công của người Anh từ biển vào. Vì lo mất thủ đô nên những doanh nhân Washington đã tài trợ cho công cuộc tái xây dựng Tòa Cựu Quốc hội bằng gạch (Old Brick Capitol). Chính nơi đây là nơi Quốc hội Hoa Kỳ họp trong khi Tòa Quốc hội Hoa Kỳ được xây dựng từ năm 1815 đến 1819. Tái xây dựng Nhà Trắng cũng bắt đầu vào đầu năm 1815 và hoàn thành đúng thời gian cho lễ nhậm chức của Tổng thống James Monroe năm 1817.  Madison cư ngụ trong Lầu Bát Giác trong suốt thời gian còn lại của nhiệm kỳ.